# Tapeçarias de Pastrana

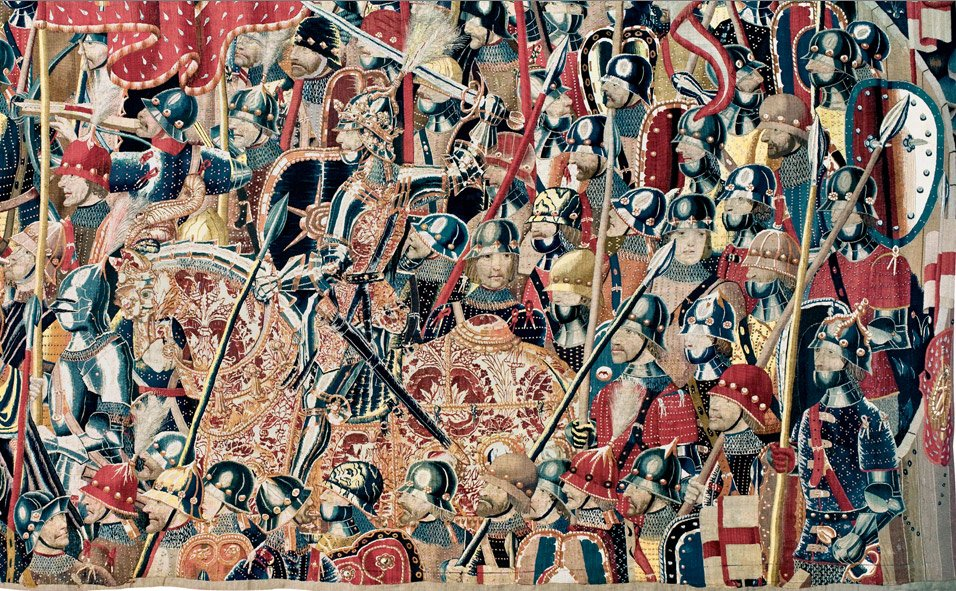
Tapeçarias de Pastrana: pormenor de Tomada de Arzila.

As chamadas Tapeçarias de Pastrana são um conjunto de tapeçarias de grandes dimensões (11 metros por 4 metros), em lã e seda.
Celebram episódios da conquista, em 1471, das praças marroquinas de Arzila e Tânger pelas forças de D. Afonso V de Portugal e retratam os seguintes episódios:
- o desembarque em Arzila
- o cerco de Arzila
- a tomada de Arzila
- a entrada em Tânger

Foram executadas sob encomenda do rei português, sendo essa execução atribuída à oficina de Passchier Grenier em Tournai, hoje na Bélgica.
Réplicas em tamanho real das tapeçarias encontram-se expostas no Palácio dos Duques de Bragança em Guimarães, estando as originais  no museu da Colegiada de Pastrana, em Pastrana, em Espanha. Sofreram intervenção de conservação e restauro em 2009.

## Galeria
| Desembarque em Arzila | Cerco de Arzila   |
| --------------------- | ----------------- |
|                       |                   |
| Tomada de Arzila      | Entrada em Tânger |
|                       |                   |